# Championnats d'Europe de dressage et de saut d'obstacles 2017
Navigation
Édition précédente Édition suivante
Les championnats d'Europe de dressage et de saut d'obstacles 2017, trentième édition des championnats d'Europe de dressage et trente-quatrième édition des championnats d'Europe de saut d'obstacles, ont lieu du 22 au 27 août 2017 à Göteborg, en Suède.

## Résultats

### Dressage
| Épreuve                               | Or | Argent | Bronze |
| ------------------------------------- | --- | --- | --- |
| Individuel - Grand Prix Spécial       | Isabell Werth sur Weihegold OLD Allemagne | Sönke Rothenberger sur Cosmo Allemagne | Cathrine Dufour sur Atterupgaards Cassidy Danemark                                                                                                   |
| Individuel - Reprise libre en musique | Isabell Werth sur Weihegold OLD Allemagne | Sönke Rothenberger sur Cosmo Allemagne | Cathrine Dufour sur Atterupgaards Cassidy Danemark                                                                                                   |
| Équipe                                | Allemagne Helen Langehanenberg sur Damsey FRH Dorothee Schneider sur Sammy Davis Jr. Sönke Rothenberger sur Cosmo Isabell Werth sur Weihegold OLD | Danemark Agnete Kirk Thinggaard sur Jojo AZ Anna Zibrandtsen sur Arlando Anna Kasprzak sur Donnperignon Cathrine Dufour sur Atterupgaards Cassidy | Suède Rose Mathisen sur Zuidenwind 1187 Tinne Vilhelmson Silfvén sur Paridon Magi Therese Nilshagen sur Dante Weltino OLD Patrik Kittel sur Delaunay |

### Saut d'obstacles
| Épreuve    | Or | Argent | Bronze |
| ---------- | --- | --- | --- |
| Individuel | Peder Fredricson sur All In Suède                                                                                                  | Harrie Smolders sur Don VHP Z Pays-Bas | Cian O'Connor sur Good Luck Irlande |
| Équipe     | Irlande Shane Sweetnam sur Chaqui Z Bertram Allen sur Hector van d'Abdijhoeve Denis Lynch sur All Star Cian O'Connor sur Good Luck | Suède Henrik von Eckermann sur Mary Lou Malin Baryard-Johnsson sur Cue Channa Douglas Lindelöw sur Zacramento Peder Fredricson sur All In | Suisse Nadja Peter Steiner sur Saura de Fondcombre Romain Duguet sur Twentytwo des Biches Martin Fuchs sur Clooney Steve Guerdat sur Bianca |

### Para-dressage
| Épreuve                              | Or | Argent | Bronze |
| ------------------------------------ | --- | --- | --- |
| Grade I - Grand Prix Spécial         | Julie Payne sur Athene Lindebjerg Royaume-Uni                                                                                          | Elke Philipp sur Regaliz Allemagne | Rihards Snikus sur King Of The Dance Lettonie                                                                                        |
| Grade I - Reprise libre en musique   | Julie Payne sur Athene Lindebjerg Royaume-Uni                                                                                          | Rihards Snikus sur King Of The Dance Lettonie | Elke Philipp sur Regaliz Allemagne                                                                                                   |
| Grade II - Grand Prix Spécial        | Pepo Puch sur Fontainenoir Autriche | Nicole den Dulk sur Wallce N.O.P. Pays-Bas | Stinna Kaastrup sur Horsebo Smarties Danemark                                                                                        |
| Grade II - Reprise libre en musique  | Stinna Kaastrup sur Horsebo Smarties Danemark                                                                                          | Nicole den Dulk sur Wallce N.O.P. Pays-Bas | Alina Rosenberg sur Nea's Daboun Allemagne                                                                                           |
| Grade III - Grand Prix Spécial       | Susanna Hext sur Abira Royaume-Uni | Claudia Schmidt sur Romeo Royal Allemagne | Erin Frances Orford sur Dior Royaume-Uni                                                                                             |
| Grade III - Reprise libre en musique | Susanna Hext sur Abira Royaume-Uni | Steffen Zeibig sur Feel Good Allemagne | Thobias Thorning Jørgensen sur Bruunsholms Caribian Danemark                                                                         |
| Grade IV - Grand Prix Spécial        | Sanne Voets sur Demantur Pays-Bas | Manon Claeys sur San Dior 2 Belgique | Louise Etzner Jakobsson sur Zernard Suède                                                                                            |
| Grade IV - Reprise libre en musique  | Susanne Sunesen sur CSK's Que Faire Danemark                                                                                           | Louise Etzner Jakobsson sur Zernard Suède | Sanne Voets sur Demantur Pays-Bas |
| Grade V - Grand Prix Spécial         | Frank Hosmar sur Alphaville N.O.P. Pays-Bas                                                                                            | Sophie Wells sur C Fatal Attraction Royaume-Uni | Nicole Geiger sur Phal de Lafayette Suisse                                                                                           |
| Grade V - Reprise libre en musique   | Sophie Wells sur C Fatal Attraction Royaume-Uni                                                                                        | Frank Hosmar sur Alphaville N.O.P. Pays-Bas | Nicole Geiger sur Phal de Lafayette Suisse                                                                                           |
| Équipe                               | Royaume-Uni Sophie Wells sur C Fatal Attraction Erin Frances Orford sur Dior Susanna Hext sur Abirrt Julie Payne sur Athene Lindebjerg | Danemark Stinna Kaastrup sur Horsebo Smarties Annika Lykke Dalskov Risum sur Aros A Fenris Thobias Thorning Jørgensen sur Bruunsholms Caribian Susanne Sunesen sur CSK's Que Faire | Pays-Bas Frank Hosmar sur Alphaville N.O.P. Nicole den Dulk sur Wallce N.O.P. Lotte Krijnsen sur Rosenstolz Sanne Voets sur Demantur |